# Cirrops kumari
Cirrops kumari är en insektsart som beskrevs av Bo Tjeder 1980. Cirrops kumari ingår i släktet Cirrops och familjen fjärilsländor. Inga underarter finns listade i Catalogue of Life.